# مرکز فرهنگی حیدر علیف

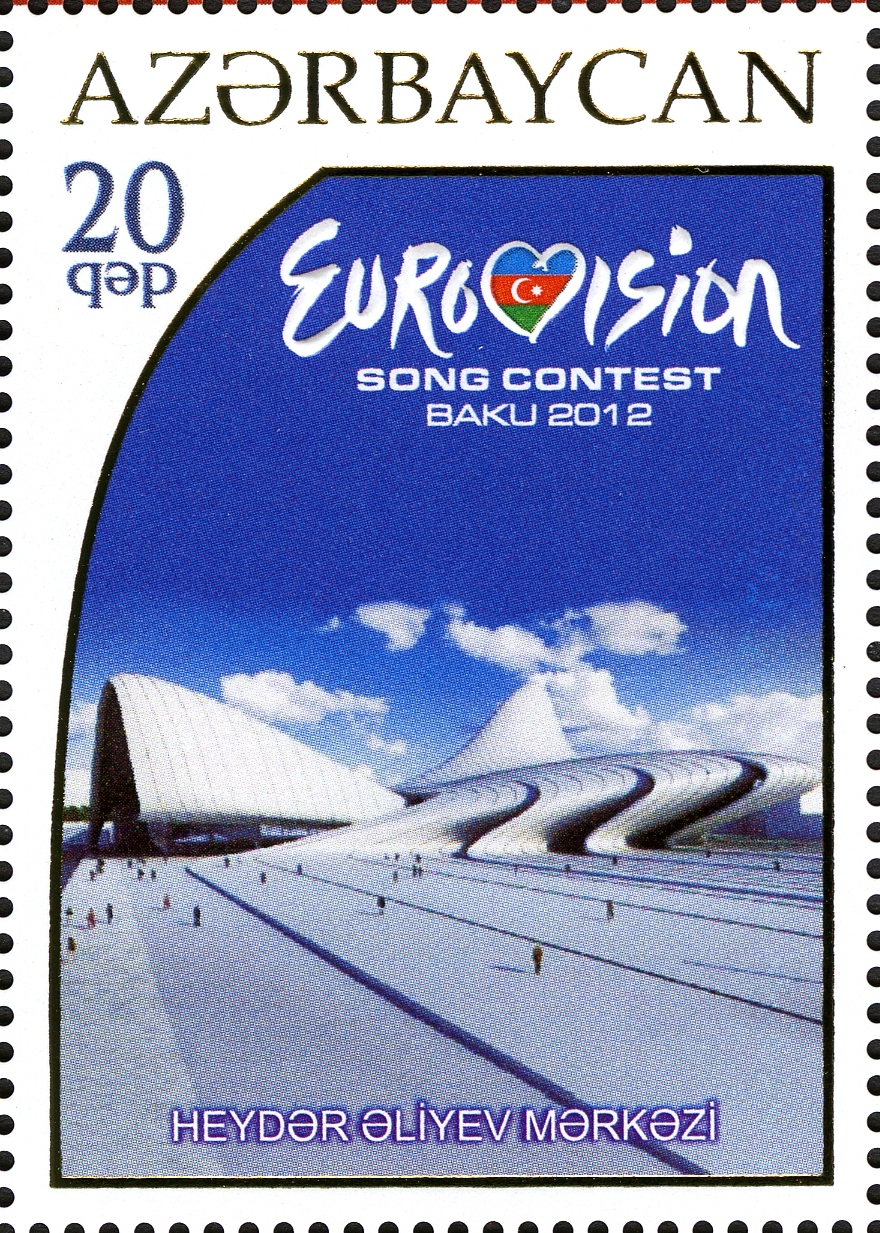

مرکز فرهنگی حیدر علی اف یک مجموعه فرهنگی در باکو، آذربایجان است. این مجموعه توسط زها حدید معمار بریتانیایی-عراقی طراحی شده‌است. زها حدید جایزه بهترین طرح معماری سال ۲۰۱۴ را از سوی موزه طراحی برای طراحی مرکز فرهنگی حیدر علیف در باکو دریافت کرد.
این مرکز در ۱۲ مه ۲۰۱۲ افتتاح شد.
این مجموعه یک ساختمان به زیر بنای ۵۷،۵۰۰ متر مربع است که دارای فرمی چشم‌نواز و به یاد ماندنی است ، سیالیّت و عدم استفاده از گوشه‌های تند سبب شده‌است که این بنا مورد توجه بسیاری قرار گیرد.
این مجموعه اسم خود را وامدار اولین منشی جامعه سوسیالیستی آذربایجان و همچنین رئیس‌جمهور آذربایجان از سال ۱۹۹۳ تا ۲۰۰۳ یعنی حیدر علیف است.